# Bataille de Bassorah (2003)
Pour les articles homonymes, voir Bataille de Bassorah.
Guerre d'Irak
La bataille de Bassorah (ou bataille de Basra) est l'une des principales batailles de l'opération liberté irakienne lancée en 2003, opposant les forces de la Coalition (Britanniques) à l'armée irakienne.

## Contexte historique
Le 19 mars 2003 à 21h37 soit quelques heures après la fin de l'ultimatum de 48h du président américain George W. Bush qui demandait au président irakien Saddam Hussein ainsi qu'à ses fils Oudaï et Qusay de quitter l'Irak, les États-Unis ont lancé des missiles sur Bagdad. L'Irak a répliqué en envoyant, à partir de vedette rapide de fabrication soviétique, dissimulée sur le littoral, un total 5 missiles « antinavire » chinois CSSC-3 Seersucker, volant au ras des vagues dont aucun n'a pu être intercepté mais dont le système de guidage est inopérant sur un objectif terrestre, tirées sur le Koweït, qui n'ont fait ni victimes ni dégâts.
Le premier est toutefois tombé tout près du QG de la 1re force expéditionnaire des Marines et une vingtaine de missiles balistiques Ababil-100 et Al-Samoud 2 sont interceptés pour la majorité par les missiles Patriot.
Le 20 mars, parallèlement aux bombardements aériens, les opérations terrestres débutent contre l'Irak.

## Déroulement de la bataille
La 7e brigade blindée, de la 1re division blindée, équipée de 112 chars Challenger 2, 140 MCV-80 Warrior et 32 canons automoteur AS-90 reçoit l'ordre le 21 mars de prendre le contrôle de Bassorah, deuxième plus grande ville d'Irak avec l'aide d'unités de l'USMC et des Royal Marines. Ces dernières sont sous l'attaque constante des Fedayin durant leur progression et l'encerclement de la ville jusqu'au 6 avril.
Pendant les deux semaines de combat, a eu lieu la plus importante bataille de chars des forces britanniques depuis la Seconde Guerre mondiale, 14 Challenger 2 du Royal Scots Dragoon Guards détruisant 14 chars T-55 et d'autres véhicules qui se portaient à la rencontre d'unités des Royal Marines le 27 mars 2003. La ville tombe finalement sous le contrôle de la 7e brigade blindée dans la matinée du 6 avril 2003 à la suite d'un raid mécanisé en profondeur appuyé entre autres par des hélicoptères AH-1 Cobra de l'USMC. 
Les pertes irakiennes sont de l'ordre de 395  à   515 tués et, au minimum, de 16 chars de combat détruits. Un hélicoptère AH-1 Cobra de l’USMC a été abattu lors de la prise de la ville.